# Университет имени Яноша Шейе
Университет им. Яноша Шейе (венг. Selye János Egyetem, словацк.: Univerzita J. Selyeho) — единственный университет в Словакии с венгерским языком преподавания. Учрежден в 2004 г. в г. Комарно (венгр.: (Rév)Komárom), состоит из трех факультетов. Назван в честь канадского эндокринолога австро-венгерского происхождения Яноша Шейе (в нашей литературе более известного в немецком варианте имени и фамилии — Ханс Селье).

## Факультеты
- Экономический факультет
- Гуманитарный факультет
- Богословский факультет

## Галерея

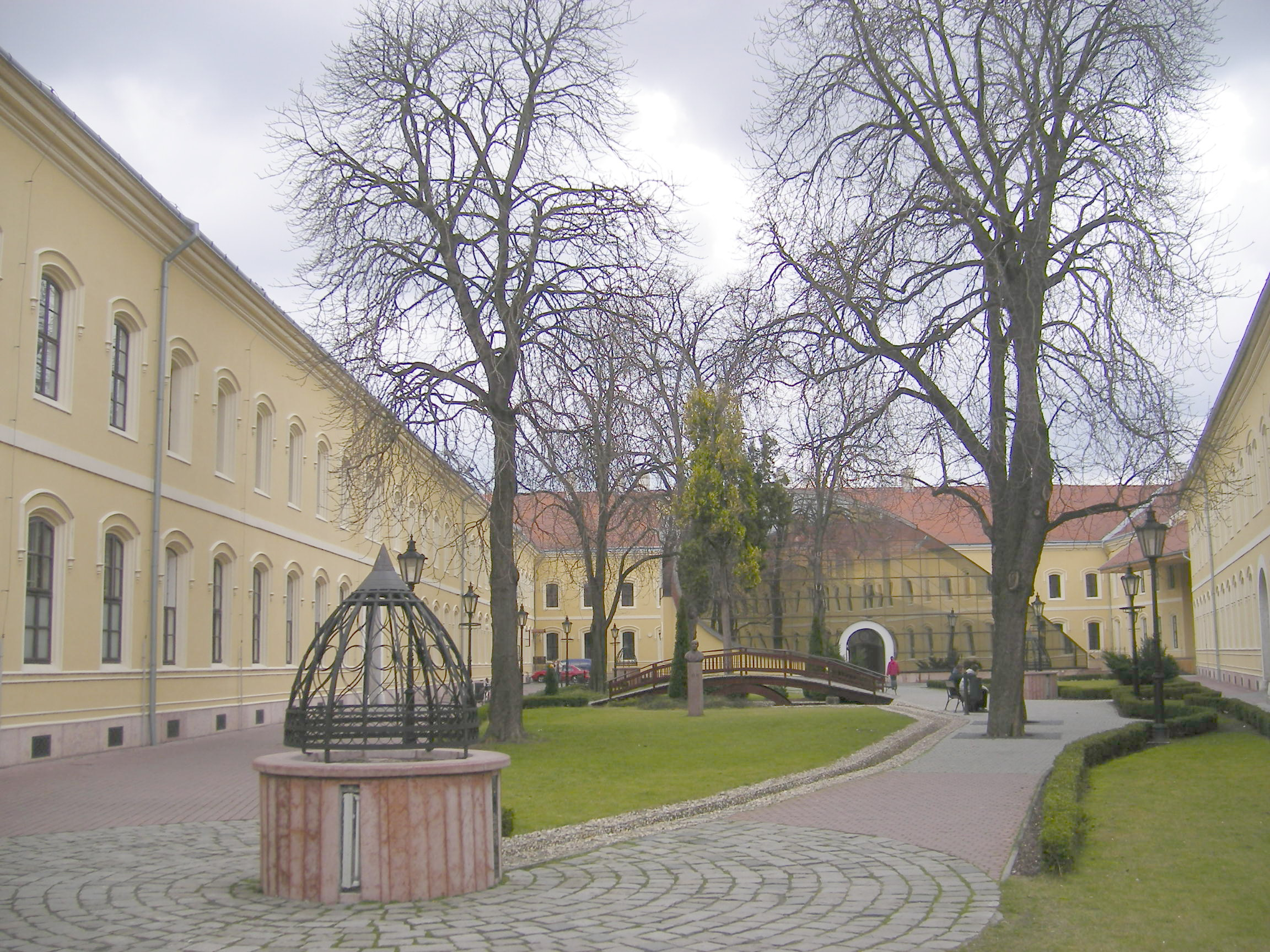
Главный корпус университета
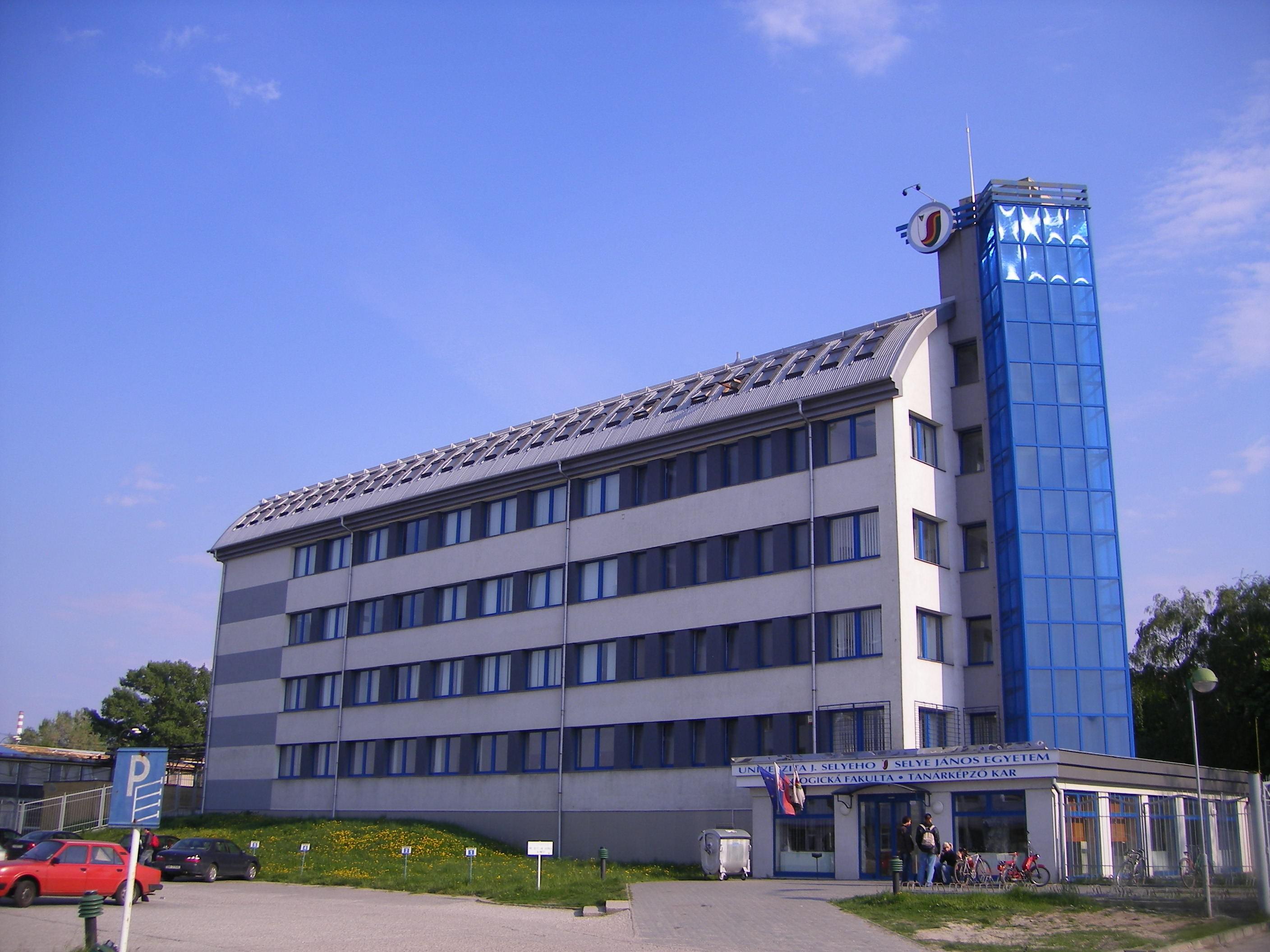
Педагогический факультет
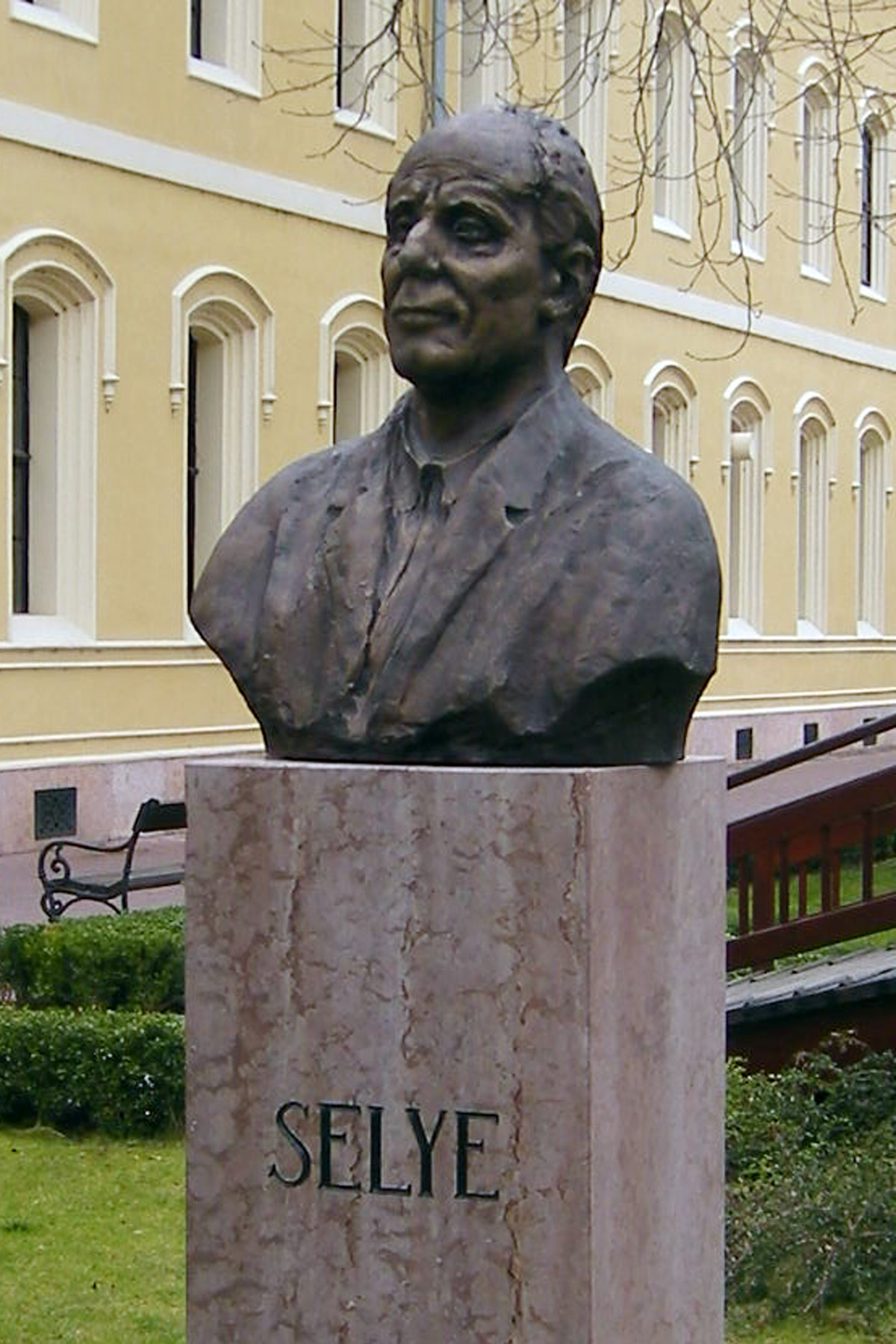
Бюст Яноша Шейе